# 丹尼蟹属
丹尼蟹属（学名：Danielea）為扇蟹科真扇蟹亚科的一属动物。只有唯一物种圣岛丹尼蟹。

## 下属物种
- 圣岛丹尼蟹 Danielea moelensis (Ward, 1942)